# Flooxer
Flooxer és un lloc web pertanyent a Atresmedia on es publiquen vídeos curts. La plataforma web es posà en funcionament el 2015.
Es publicà en aquesta les websèries:
- Paquita Salas.[2]
- Marica tú[3]
- Temporada baja[4]
- Indetectables[5]
- El Partido
- Malviviendo
- Dos Salaos en Modo Random[6]